# Rendement (beleggen)
Rendement in economische zin of binnen de beleggingswereld is de opbrengst van een investering of belegging (in de ruime zin, bijvoorbeeld ook een spaartegoed). Deze opbrengst kan worden uitgedrukt in geld of als een percentage van het beginvermogen. Het rendement kan over iedere tijdseenheid worden berekend, maar is meestal een jaar. Het rendement per tijdseenheid is de interne-opbrengstvoet.
Bij rapportage van het rendement vanaf het begin van het kalenderjaar tot het heden is dit vaak het niet geannualiseerde rendement, dat wil zeggen dat er niet wordt omgerekend naar een termijn van een jaar.
Bij beleggingen worden onderscheiden het rendement op basis van waarde-ontwikkeling, op basis van gegenereerd inkomen ('vruchten', zie ook Vrucht (Nederlands recht) en Vrucht (Belgisch recht)), of op basis van beide.
Bij rendement op basis van waarde-ontwikkeling worden onderscheiden:
- ongerealiseerd rendement, dit is de waardestijging (positief of negatief) zonder dat tot verkoop is overgegaan
- gerealiseerd rendement, dit is de waardestijging (positief of negatief) die door verkoop heeft geresulteerd in een hogere of lagere ontvangen verkoopprijs

"Ongerealiseerd" betekent in dit verband dus niet dat het niet gelukt is rendement te behalen.

## Meetkundig gemiddelde
Als er geen tussentijdse stortingen en opnamen zijn kan het rendement per jaar (in één getal) over een geheel aantal jaren worden berekend uit de rendementen in de afzonderlijke jaren, namelijk als het meetkundig gemiddelde van de factoren waarmee het bedrag in elk jaar vermenigvuldigd wordt (steeds 1 plus het rendement), en van de uitkomst 1 af te trekken. Dit wordt wel het meetkundig gemiddelde rendement genoemd, al moet dit wis- en taalkundig niet letterlijk genomen worden.
Dezelfde berekening kan worden toegepast bij andere groeicijfers, bijvoorbeeld inflatie.

## Rekenvoorbeelden
Indien men op 1 januari begint met een vermogen van € 1000, en op 1 juli daaropvolgend € 1050 bezit, zonder dat er sprake is geweest van tussentijdse toevoegingen of onttrekkingen, is in dit halve jaar het niet geannualiseerde rendement (dat wil zeggen niet omgerekend naar een jaar of andere vaste periode) 5%, dit is omgerekend per jaar 10,25%. Als op 1 juli het vermogen € 970 is, is in het halve jaar het niet geannualiseerde rendement -3%, dit is omgerekend per jaar -5,91%.

## Mogelijke problemen

### Wisselende rendementen
Een probleem kan ontstaan als sprake is van sterk wisselende rendementen in opeenvolgende perioden. Stel dat er over het eerste jaar een rendement is behaald van 50%, doordat € 1000 is aangegroeid tot € 1500, en over het tweede jaar een rendement is behaald van -50%, zodat het vermogen is gedaald van € 1500 tot € 750. Is het dan juist om te zeggen dat het rendement over die twee jaar 0% bedraagt, te weten de som van +50% en -50%? Weinig opdrachtgevers zullen deze stelling onderschrijven: zij constateren immers dat hun vermogen is afgenomen van € 1000 tot € 750. De correcte benadering is: 1,50 * 0,50 - 1 = 0,75 - 1, ofwel een niet geannualiseerd rendement van -25%.
Deze laatste methode kan tevens gebruikt worden om het rendement over een langere periode terug te brengen tot een gemiddeld rendement over een kortere periode. Indien € 1000 na 4 jaar is aangegroeid tot € 1250, is de meetkundig gemiddelde te berekenen als (1,251/4 - 1) * 100 = (1,0574 - 1) * 100 = 5,74% per jaar. Op dezelfde wijze kan een rendement over een kortere periode dan één jaar worden geëxtrapoleerd naar een rendement op jaarbasis.

### Stortingen / onttrekkingen
Deze methode biedt echter geen oplossing voor de situatie waarbij tussentijds onttrekkingen of toevoegingen plaatsvinden. Indien in het hierboven genoemde voorbeeld de opdrachtgever, bijvoorbeeld op basis van hoge rendement over het eerste jaar, besluit om extra vermogen toe te vertrouwen, dan zal de afname van dat vermogen in het tweede jaar versterkt doorwerken in het totale rendement. De beslissing om tot die extra belegging over te gaan is van de opdrachtgever en kan de vermogensbeheerder niet worden aangerekend. In de rapportages zal daarom worden geabstraheerd van die toevoegingen en onttrekkingen, en wordt het rendement berekend exclusief die mutaties.

## Rapportage
In veel gevallen worden in het vermogensbeheer rendementen maandelijks of driemaandelijks gemeten en gerapporteerd, en worden rendementen over langere perioden op de hierboven beschreven wijze 'samengesteld'.
De exacte bepaling van het rendement pleegt op een groot aantal operationele problemen te stuiten, vaak voortvloeiend uit de omstandigheid dat inkomsten en uitgaven op verschillende tijdstippen in een beschouwde periode plaatsvinden, of uit problemen rond het aan perioden of tijdstippen moeten 'toewijzen' van inkomsten en uitgaven.
Het nauwkeurig bepalen van het rendement is van groot belang voor het antwoord op de vraag of de vermogensbeheerder het beter of slechter gedaan heeft dan zijn benchmark. In de bedrijfstak worden rendementen bepaald tot op twee cijfers achter de komma, dus 0,01%. Die eenheid wordt aangeduid als basispunt.